# Rovo (gruppo musicale)
I Rovo (stilizzato ROVO) sono un gruppo musicale giapponese, progetto parallelo dei Boredoms.

## Formazione
- Seiichi Yamamoto – chitarra
- Yuji Katsui – violino
- Tatsuki Masuko – sintetizzatore
- Yasuhiro Yoshigaki – tromba, percussioni
- Jin Harada – basso
- Youichi Okabe – percussioni

## Discografia

### Album in studio
- 1998 – Pico!
- 1999 – Imago
- 2000 – Pyramid
- 2001 – Sai
- 2001 – Sino (split con Date Course Pentagon Royal Garden)
- 2002 – Flage
- 2004 – Mon
- 2006 – Condor
- 2008 – Nuou
- 2010 – Ravo
- 2012 – Phase
- 2013 – Phoenix Rising (con i System 7)
- 2016 – XI

### Album dal vivo
- 2002 – Tonic